# 大咽非鯽
大咽非鯽，為輻鰭魚綱䲁形目麗魚科的其中一種，被IUCN列為極危保育類動物，分布於非洲喀麥隆Bermin湖流域，體長可達6.4公分，棲息在中底層水域，生活習性不明。

## 擴展閱讀
維基物種上的相關：大咽非鯽